# 水藤真
水藤 真（すいとう まこと、1945年3月17日 - ）は、日本の日本史学者。
愛知県豊橋市出身。1970年東京大学文学部国史学科卒業。1995年「絵画・木札・石造物に中世を読む」で文学博士。福岡市教育委員会、福井市教育委員会朝倉氏址調査委員、国立歴史民俗博物館歴史研究部助教授、教授。1996年東京女子大学文理学部教授。2013年退任。

## 著書
- 『朝倉義景』吉川弘文館 人物叢書 1981
- 『中世の葬送・墓制 -石塔を造立すること-』古川弘文館 中世史研究選書 1991→2009
- 『絵画・木札・石造物に中世を読む』吉川弘文館 1994
- 『木簡・木札が語る中世』東京堂出版 1995
- 『博物館を考える 新しい博物館学の模策』山川出版社 1998
- 『戦国の村の日々』東京堂出版 教養の日本史 1999
- 『歴博甲本洛中洛外図屏風を読む』歴史民俗博物館振興会 歴博ブックレット 1999
- 『片隅の中世・播磨国鵤荘の日々』吉川弘文館 2000
- 『博物館を考える 2 博物館実習とこれからの博物館』山川出版社 2001
- 『博物館を考える 3』山川出版社 2003
- 『棟札の研究』思文閣出版 2005
- 『落日の室町幕府 蜷川親俊日記を読む』吉川弘文館 2006
- 『博物館学を学ぶ 入門からプロフェッショナルへ』山川出版社 2007

### 共編・監修
- 『よみがえる中世 6 実像の戦国城下町越前一乗谷』小野正敏共編 平凡社 1990
- 『江戸図屏風を読む』加藤貴共編 東京堂出版 2000
- 『石仏と石塔』石井進共監修 山川出版社 文化財探訪クラブ 2001

## 論文
- 水藤真